# Vandreudstilling
Vandreudstilling er en udstilling, som kan flyttes fra sted til sted. 
Dette kan være udstillinger af almen informativ art eller udstilling af kunstnerisk art.